# Les Prats (Serradell)
Les Prats, és un paratge del terme municipal de Conca de Dalt, al Pallars Jussà, a l'antic terme de Toralla i Serradell, en el territori del poble de Serradell.
Està situat al sud-est de Serradell, a banda i banda del barranc de Sant Salvador, al costat nord de la Plana Ampla. És a l'extrem nord-oriental de l'Obac, a la dreta del riu de Serradell.